# Кондратюк Тетяна Вікторівна
Тетя́на Ві́кторівна Кондратю́к (18 липня 1974 року, м. Харків) — кандидат наук із державного управління, заступник Міністра України у справах сім'ї, молоді та спорту (березень 2005 — грудень 2006; з грудня 2007); голова Партії Зелених України [Архівовано 28 лютого 2021 у Wayback Machine.] (з 24 листопада 2009 р.); голова Всеукраїнського жіночого народно-демократичного об'єднання «Дія»; співголова Всеукраїнської громадської організації «Служба захисту дітей» та Всеукраїнської благодійної організації «Дай руку дитині».

## Біографічні відомості
Народилася 18 липня 1974 (Харків); українка; батько Кондратюк Віктор Миколайович (1940); мати Ася Олександрівна (1941); син Микола (1995).
Володіє англійською мовою.
Освіта: Харківський державний університет (1993—1998), філолог-викладач англійської мови та літератури; аспірант Української академії державного управління при Президентові України; кандидатська дисертація «Формування державної політики підтримки малого бізнесу в Україні» (Українська академія державного управління при Президентові України, 2002).
У 1998 році закінчила факультет романо-германської філології Харківського державного університету.
У 2002 році закінчила аспірантуру Академії управління при Президентові України. Кандидат наук з державного управління. Тема наукової роботи: «Формування державної політики підтримки малого бізнесу в Україні».
Переможниця Всеукраїнської акції «Золота Фортуна» в номінації «Найкращий молодий керівник підприємства».
Сьогодні Тетяна Кондратюк — генеральний представник фірми «ВіДіВан».
У Всеукраїнському жіночому народно-демократичному об'єднанні «Дія»  — з 1997 року (одна з його організаторів).
З листопада 1998 року — голова ВЖНДО «Дія».
Заступник голови Національної ради жінок України (1999 р.).

## Ділова кар'єра
Тетяна Кондратюк розпочала трудову діяльність 1991 року і пройшла шлях від секретаря-референта до директора великого підприємства у 1996—2000 рр (ген. дир. ТОВ «Валді».).
03.1991 — 01.93  — секретар-друкарка, секретар-діловод, секретар-діловод з роботою на ЕОМ, СП «САБ», м. Харків.
01.1993 — 04.95  — секретар-референт, СП «Ай Пі Київ», м. Київ.
04.1995 — 02.96  — секретар-референт, ТОВ «Дарниця», м. Київ.
02. — 03.1996 — заст. директора, підприємство «Валді-Україна», м. Київ.
З 03.1996 — ген. директор, ТОВ «Валді», м. Київ.
З 04.2000  — ген. представник «VDone LTD» у Східній Європі, ТОВ «Відіван».

## Політична кар'єра
Член Народно-демократичної партії (02.1996–2005); член Політради НДП, член політвиконкому Політради НДП (з 05.1999), заступник голови НДП.
03.1998 — кандидат у народні депутати України від НДП, № 45 в списку, виб. окр. № 213, м. Київ. З'явилися 54.9 % виборців, за 3.9 %, 7 місце з 25 претендентів. На час виборів: генеральний директор ТОВ «Валді».
04.2002 — кандидат у народні депутати України від блоку «За єдину Україну!», № 67 в списку. На час виборів: генеральний представник ТОВ «Відіван», член НДП.
Член Партії Зелених України з 2005 р.
03.2006 кандидат у народні депутати України від ПЗУ, № 2 в списку. На час виборів: заступник Міністра України у справах сім'ї, молоді та спорту.
З 24 листопада 2009 р. — голова Партії Зелених України [Архівовано 28 лютого 2021 у Wayback Machine.].

## Громадська та державна кар'єра
З березня 2005 р. по грудень 2006 р. та з грудня 2007 р. працює заступником міністра у справах сім'ї, молоді та спорту, курируючи питання державної політики у сфері сім'ї, молоді та захисту прав дитини.
З березня по грудень 2007 року була заступником голови Житомирської обласної державної адміністрації.
З 1997 року — голова Всеукраїнського громадського об'єднання «Дія»;
з 1999 року — заступник голови, 2009—2012р — голова Національної ради жінок України, ;
з 2007 року — співголова Всеукраїнської громадської організації «Служба захисту дітей» та Всеукраїнської благодійної організації «Дай руку дитині».
Одна з організаторів Міжнародного фестивалю дитячої народної творчості «Золотий лелека».
Співзасновник Всеукраїнської екологічної ліги.
Державний службовець 5-го рангу (05.2005).

## Публікації
Автор (співавтор) 11-ти наукових праць, зокрема монографії «Державна політика підтримки малого бізнесу».

## Відзнаки і нагороди
- Переможниця Всеукраїнської акції «Золота Фортуна» в номінації «Найкращий молодий керівник підприємства» (1998).
- Почесна відзнака Президента України, нагороджена «Орденом княгині Ольги» III ступеню (2002 р.).
- Почесна грамота ВР України (2003).
- Лауреат Всеукраїнської премії «Жінка III тисячоліття» в номінації «Рейтинг» (2006).
- Володарка почесної нагороди рейтингу «Кришталевий ріг достатку».